# Îles Phlégréennes
Les îles Phlégréennes ou  îles Flegree (en italien : Isole Flegree) sont un archipel situé dans le nord de la baie de Naples. Elles sont composées des îles Ischia, Procida, Vivara et Nisida. La superficie totale de l'archipel est de 51,1 km2.
Le nom complet de l'archipel, comme celui des champs Phlégréens (ital. : Campi Flegrei), comporte un qualificatif dérivé du verbe φλέγειν‚ « brûler », du fait de l'activité volcanique de la zone.
L'île de Capri, située également dans la baie de Naples, ne fait pas partie des îles Flegree du fait qu'elle appartient à une autre zone géologique. Néanmoins, les îles Flegree et Capri sont souvent associées sous le terme d’Archipel campanien ou parthénopéen.
À l'époque de la Grèce antique ces îles s'appelaient les Pithecussae ou îles aux singes. Personne ne se souvenant de l'existence de singes dans ces îles, on en conclut que deux frères criminels de la mythologie grecque connus sous le nom de Cercopes (ou Kerkopes), punis par Zeus et transformés en singes, auraient vécu ici.
- Aire marine protégée du Royaume de Neptune

## Source de traduction
- (nl) Cet article est partiellement ou en totalité issu de l’article de Wikipédia en néerlandais intitulé « Flegreïsche Eilanden » (voir la liste des auteurs).